# 环戊醇
环戊醇，一种有机化合物。无色澄清粘稠液体，有令人愉快的芳香气味。微溶于水，溶于乙醇，与醚、酮混溶。可由环戊酮与氢化铝锂在乙醚中室温加氢而得。也可由环戊酮在铬铜催化剂、加热、加压的条件下加氢而得。用作有机合成、医药、香料、染料中间体。也用作香料和药物的溶剂。

## 反应
环戊醇的脱水产生环戊烯：
C5H10O → C5H8 + H2O